# Portugalsko na Letních olympijských hrách 1952
Portugalsko se účastnilo Letní olympiády 1952 ve finských Helsinkách. Zastupovalo ho 71 sportovců (68 mužů a 3 ženy) v 10 sportech.

## Medailisté
| Medaile | Jméno                              | Sport    | Soutěž     |
| ------- | ---------------------------------- | -------- | ---------- |
| Bronz   | Francisco de Andrade Joaquim Fiúza | Jachting | Třída Star |